# پاتریک بمفورد
پاتریک جیمز بمفورد (انگلیسی: Patrick James Bamford؛ زادهٔ ۵ سپتامبر ۱۹۹۳) بازیکن فوتبال اهل انگلستان است.
وی سابقه بازی در تیم ناتینگهام فارست را دارد و در فصل فوتبالی ۲۰۱۳-۲۰۱۲ به باشگاه فوتبال چلسی پیوست.
او اولین بازی خود را در ژانویه ۲۰۱۲ در پیروزی ۹-۱ ناتینگهام فارست در جام حذفی جوانان مقابل ویگان انجام داد. او در این مسابقه پنج گل و سه پاس گل به نام خود ثبت کرد. در پایان فصل به چلسی پیوست و بسیاری تصمیم او برای ترک باشگاه دوران کودکی‌اش را زیر سوال بردند، اما بمفورد سال‌ها بعد در مصاحبه‌ای از خود دفاع کرد. بسیاری از مردم گفتند که من ناتینگهام فارست را به دلایل اشتباه ترک کردم، اما این درست نبود. او پس از اتمام اولین فصل خود با چلسی که در ۸ بازی ۶ گل به ثمر رساند، در نوامبر ۲۰۱۲ به صورت قرضی به میلتون کینز پیوست. بمفورد به دوران قرضی خود در میدلزبرو، دربی کانتی، کریستال پالاس، نوریچ و برنلی ادامه داد و سپس در ژانویه ۲۰۱۷ از چلسی به میدلزبورو پیوست. در تابستان ۲۰۱۸ اعلام شد که پاتریک بمفورد برای بازی در چمپیونشیپ قراردادی 5 ساله با لیدز یونایتد امضا کرده است. او در فصل ۲۰۲۰-۲۰۱۹ با لیدز یونایتد قهرمان چمپیونشیپ شد. آنها پس از ۱۶ فصل انتظار به لیگ برتر صعود کرد. بمفورد در آن فصل طی ۴۷ بازی ۱۶ گل برای لیدز به ثمر رساند و در راه بازگشت به لیگ برتر نقش اساسی داشت.